# Liste des centrales électriques en république démocratique du Congo
Les plus grands barrages d’électricité 

## Capacité installée et production annuelle
En décembre 2015, la capacité de production électrique installée s'élevait à 2 442 mégawatts, mais seulement la moitié de cette capacité fonctionne.
En 2016, la république démocratique du Congo s'est classée 105e en termes de puissance installée avec 2 587 MW  et 106e en termes de production annuelle avec 9,046 milliards de  kWh . Le niveau d' électrification était de 9 % en 2013 (19 % dans les villes et 2 % dans les zones rurales).

## Liste de centrales par type d'énergie

### Hydro-électrique

#### Opérationnel
| Station                              | Capacité ( MW ) | Type             | Communauté | Coordonnées                                  | rivière          | Réfs  |
| ------------------------------------ | --------------- | ---------------- | ---------- | -------------------------------------------- | ---------------- | ----- |
| Centrale électrique d'Inga II        | 1,424           | Cours de rivière |            | 05°31′44″S 13°37′14″E / 5.52889°S 13.62056°E | Fleuve Congo     | [ 3 ] |
| Centrale électrique d'Inga I         | 351             | Cours de rivière |            | 05°31′01″S 13°37′19″E / 5.51694°S 13.62194°E | Fleuve Congo     |       |
| Centrale électrique de Nseke         | 260             | Cours de eivière |            |                                              | Rivière Lualaba  |       |
| Centrale électrique Ruzizi II        | 45              | Réservoir        |            |                                              | Rivière Ruzizi   |       |
| Centrale électrique de Ruzizi I      | 40              | Réservoir        |            |                                              | Rivière Ruzizi   |       |
| Centrale hydroélectrique de Matebe   | 13,8            | Cours de rivière | Rutshuru   | 00°12′00″S 29°33′00″E / 0.20000°S 29.55000°E | Rivière Rutshuru | [ 4 ] |
| Centrale hydroélectrique de Ivingu   | 13,8            | Cours de rivière | Rutshuru   |                                              | Rivière Rutshuru |       |
| Centrale hydroélectrique de Rwanguba | 14,3            | Cours de rivière | Rutshuru   | 00°12′00″S 29°33′00″E / 0.20000°S 29.55000°E | Rivière Rutshuru | [ 5 ] |
| Centrale hydroélectrique de Mutwanga | 1,4             | Cours de rivière | Mutwanga   | 00°20′24″N 29°45′36″E / 0.34000°N 29.76000°E |                  | [ 6 ] |
| Centrale électrique de Mobayi        |                 | Réservoir        |            |                                              |                  |       |
| Centrale hydro électrique de Nzilo   | 100             | Cours de rivière |            |                                              | Rivière lualaba  |       |
|                                      |                 |                  |            |                                              |                  |       |

#### En construction ou en projet
| Station                           | Capacité ( MW ) | Type             | Communauté | Coordonnées                                  | rivière         | Statut               | Réfs   |
| --------------------------------- | --------------- | ---------------- | ---------- | -------------------------------------------- | --------------- | -------------------- | ------ |
| Centrale électrique de Grand Inga | 39 000          | Cours de rivière |            | 05°32′45″S 13°33′25″E / 5.54583°S 13.55694°E | Fleuve Congo    | Proposé              |        |
| Centrale électrique d'Inga III    | 4 800           | Cours de rivière |            | 05°31′08″S 13°36′25″E / 5.51889°S 13.60694°E | Fleuve Congo    | Passation de marchés | [ 7 ]  |
| Barrage de Busanga                | 240             | Réservoir        |            | Lat -10.499617 ° Long 25.462471 °            | Rivière Lualaba | Proposé              | [ 8 ]  |
| Barrage de Zongo II               | 150             | Réservoir        |            |                                              |                 | En construction      | [ 9 ]  |
| Centrale électrique Ruzizi III    | 145             | Réservoir        |            |                                              | Rivière Ruzizi  | En construction      | [ 10 ] |
| Barrage de Katende                | 64              | Run of River     | Lulua      |                                              |                 | En construction      | ,      |
| Barrage de Kakobola               | 10,5            |                  |            |                                              | Rivière Lufuku  | En construction      | [ 14 ] |